# Archivo Español de Arqueología
Archivo Español de Arqueología es una revista científica de arqueología española publicada por el Consejo Superior de Investigaciones Científicas (CSIC).

## Historia
Antecedentes y fundación (1925-1939)
Entre los años 1925 y 1937 apareció la publicación como Archivo español de arte y arqueología y, a partir de 1940, como publicación independiente de la de arte. Se publicaron, principalmente, trabajos referidos a la península ibérica. Cuando en 1925 aparece la revista específica relacionada con la arqueología, respondía a una necesidad, la de completar un espacio en el amplio campo de las publicaciones científicas. La historia de la revista está vinculada a la historia de la institución que la acoge y la promueve y de la de sus protagonistas.
Segunda etapa (1940-1950)
Tras una parálisis debida a la guerra civil (1936-1939), la revista retoma sus publicaciones a partir de julio de 1940. Se separa en dos revistas independientes, el Archivo Español de Arqueología y el Archivo Español de Arte.
Tercera etapa (desde 1951)
Esta etapa comienza en 1951 con la creación de un instituto de arqueología independiente, separado del de arte, el Instituto Español de Arqueología "Rodrigo Caro", que hasta 1958 adoptaría el nombre de Instituto de Arqueología y Prehistoria. En paralelo se creaba también el Instituto Diego Velázquez de Historia del Arte.
Entre los años 1990 y 2000 se produce una reactivación de la revista, bajo la dirección de Luis Caballero Zoreda. A partir del año 2000 la dirección recae en Javier Arce Martínez.